# ميلتون موراياما
ميلتون موراياما (بالإنجليزية: Milton Murayama)‏‏ (10 أبريل 1923 - 27 يوليو 2016 في سان فرانسيسكو) روائي من الولايات المتحدة.